# جاكسون يي
جاكسون يي هو ممثل، راقص ومغني صيني ولد في 28 نوفمبر 2000.